# Fira de Sant Ermengol
La Fira de Sant Ermengol és una fira tradicional que se celebra anualment el tercer cap de setmana d'octubre a la ciutat de la Seu d'Urgell. És una de les fires més antigues de Catalunya i la fira documentada més antiga de la península.
Dins del marc de la Fira de Sant Ermengol se celebra la Fira de Formatges Artesans del Pirineu, Fira d'Artesania dels Pirineus i Els Encants dels Canonges.
A part de les paradetes que ocupen més de la meitat dels carrers de la Seu d'Urgell (des de la Plaça de la Catedral fins a l'avinguda Salòria, aquesta última no inclosa), també hi ha 5.000 m² d'espai cobert.

## Història
El nom de la Fira prové d'un dels dos patrons de la ciutat: Sant Ermengol que fou bisbe d'Urgell al segle xi. Tradicionalment la fira era per bescanviar bestiar però avui en dia aquesta funció la substitueix la Fira de Primavera.
La fira conegué molts alts i baixos al llarg de la història i canvis de data: per la Mare de Déu d'Agost, per Sant Miquel, al setembre, i, a partir del segle xiv, per Tots Sants (3 de novembre); d'aleshores ençà prengué el nom de fira de Sant Ermengol, nom que ha perviscut malgrat que a partir del 1993 s'acordà traslladar la fira al tercer cap de setmana d'octubre.

## Fira de Formatges Artesans del Pirineu
La Fira de Formatges Artesans del Pirineu és un dels eixos vertebradors de la Fira de Sant Ermengol. El 2008 a la Fira de Formatges Artesans del Pirineu s'hi podia trobar fins a 35 artesans formatgers dels Pirineus (catalans, aragonesos, bascos, navarresos i occitans) que ofereixen més de 100 varietats de diferents formatges i sempre hi ha un artesà formatger convidat de fora dels Pirineus i tots participaran en el Concurs de Formatges Artesans del Pirineu.
La fira es complementa amb el concurs de Formatges Artesans del Pirineu, que es fa a l'aula de Tast, a la capa annexa a la del formatge. Un jurat format per més de 40 persones expertes en formatges es reuneix per tastar i valorar els formatges.
Des del 2006 dins de la Fira es duen a terme unes jornades tècniques, el 2008 la jornada tractava sobre els formatges de llet de crua: biodiversitat i higiene. La jornada tècnica de la Fira de Formatges Artesans del Pirineu pretén ser una plataforma de formació, anàlisi i trobada entre professionals, a més d'un observatori de les tendències i canvis que es produeixen a nivell productiu, legal, normatiu, comercial, comunicatiu, etc., entre el sector dels formatges i els derivats lactis.

## Localitzacions
La fira té lloc al Nucli antic i a l'eixample de la ciutat:
- Pista polivalent zona esportiva: Fira de Formatges Artesans del Pirineu i mostra ramadera, amb vaques de les races bruna i frisona i cavalls pirinencs.
- Pàrquing Doctor Peiró: AutoFira.
- Portal de Cerdanya i la Plaça dels Oms: Fira d'Artesania del Pirineu.
- Carrer Major: parades ambulants d'aliments
- Centre urbà: la resta de parades. Els carrers més destacables són el passeig de Joan Brudieu, Mare Janer, plaça Catalunya, Sant Josep de Calassanç, avinguda Pau Claris, Joaquim Viola, Llorenç Tomàs i Costa, Josep de Zulueta, La Salle i Bisbe Guitart.